# アンドリュー・ラック
アンドリュー・ラック（Andrew Austen Luck、1989年9月12日）は、アメリカ合衆国・ワシントンD.C.出身の元アメリカンフットボール選手。
NFLのインディアナポリス・コルツに所属していた。現役時代のポジションはクォーターバック（QB）。

## 経歴
1989年9月19日、ワシントンD.C.に生まれる。1歳の時に、父親のオリバー・ラックがワールドリーグ・オブ・アメリカンフットボール（WLAF）のフランクフルト・ギャラクシーのゼネラルマネージャーに就任したため、フランクフルトに一家で引っ越した。その後、父親がWLAF（後にNFLヨーロッパ）の会長に就任したため、一家はロンドンに移り住んだ。ヨーロッパ時代に彼はサッカーに熱中していた。彼が12歳の時に一家はヒューストンに移り住んだ。2005年に父親は、メジャーリーグサッカーのヒューストン・ダイナモの球団社長に就任した。

### 学生時代

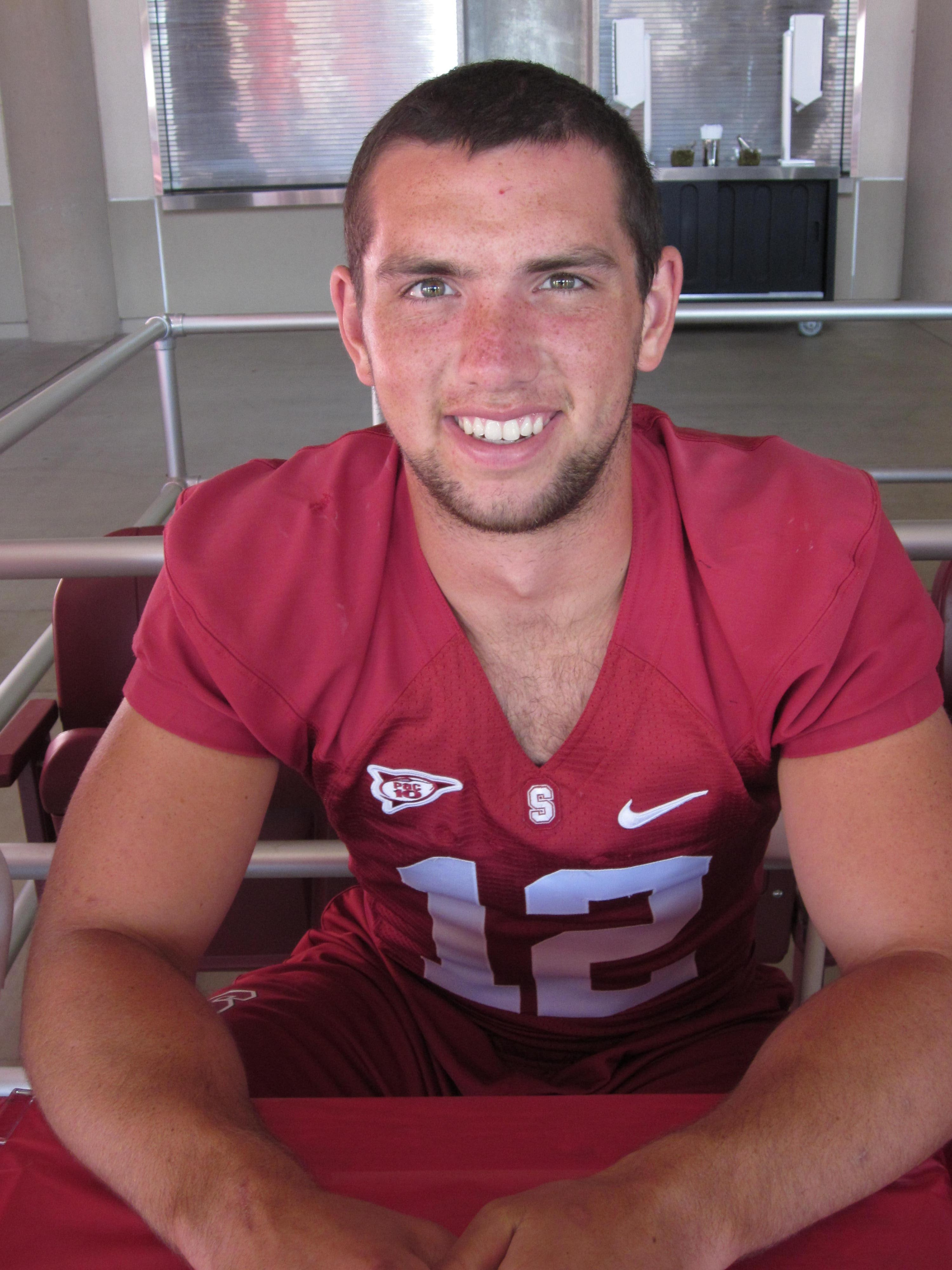
スタンフォード大学時代のラック

ストラトフォード高校時代から活躍し、大学入学時の高校生QB評価で全米4番目の評価を得た。2008年スタンフォード大学に入学した。レッドシャツとして1年を過ごした後、2009年には1年生ながら先発QBを務めた。スタンフォード大学で1年生QBが先発するのは、2002年の開幕戦にエースQBが規律違反で出場停止となったケースを除けば、1996年のチャド・ハッチンソン以来のことであった。この年、全米ランキングベスト10のオレゴン大学、USCを破る活躍を見せて、サンボウルの出場権を得た。レギュラーシーズン最終戦のノートルダム大学との試合で右手の指を骨折し、手術が必要となったため、サンボウルは欠場した。
2年生となった2010年シーズンは、バージニア工科大学とのオレンジボウルでは4TDパスを投げて、40-12で勝利、スタンフォード大はAP通信のランキングで4位となった。スタンフォード大としては14年ぶりのボウル・ゲーム勝利に貢献した。12勝1敗の好成績を上げ、自身は3,338ヤード、32TD、QBレイティング170.2のパス成績を残し、2年生ながらハイズマン賞次点の得票数を得た（ハイズマン賞はキャム・ニュートン）。この活躍で2011年のNFLドラフト筆頭候補として挙げられたが、アーリーエントリーはせず大学に残った。この年あげた32TDパスは、それまでジョン・エルウェイらが作ったスタンフォード大のシーズンTDパス記録27を更新した。
3年生となった2011年シーズンには、大学は11勝2敗、自身はスタンフォード大のタッチダウンパスの記録を塗り替えるなど、3,517ヤード、37TD、QBレイティング169.7というパス成績を残し、マックスウェル賞とウォルターキャンプ賞を受賞した。前年同様ハイズマン賞は次点の得票数を得た（ハイズマン賞はロバート・グリフィン3世）。この年、彼は自身の記録を更新する37TDパスを成功、3シーズンで彼は、エルウェイが持っていたTDパス記録77を更新する82TDパスを投げた。
この年のNFLの一部のファンやメディアにより、翌年ドラフト全体1位指名が有力であるラックをドラフトで指名できるよう、応援するチームの敗戦を願う「サック・フォー・ラック」という標語が散見された。
ドラフト前にナイキとのエンドースメント契約を複数年に渡り結び、ペプシコのゲータレード広告にも出演が決定した。

### 2012年

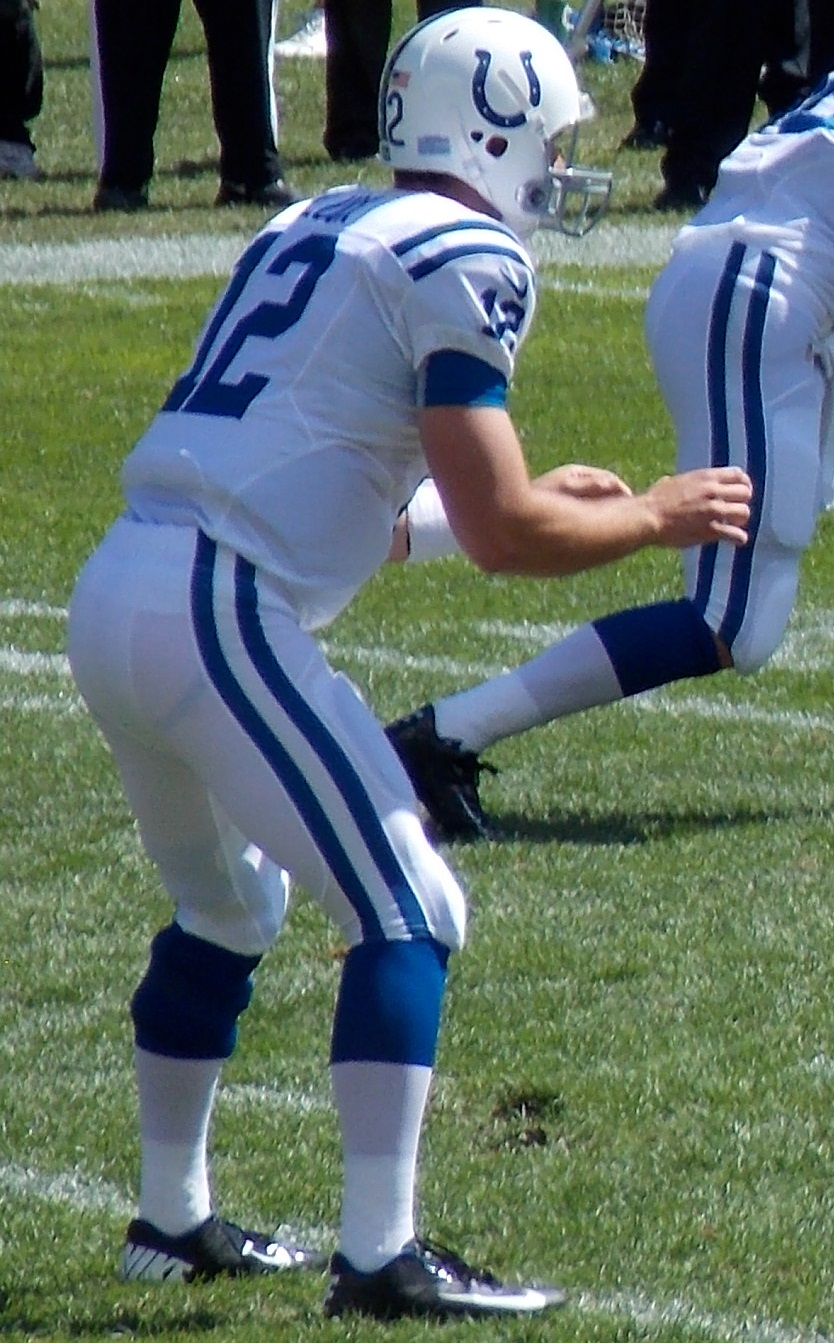
アンドリュー・ラック 2012

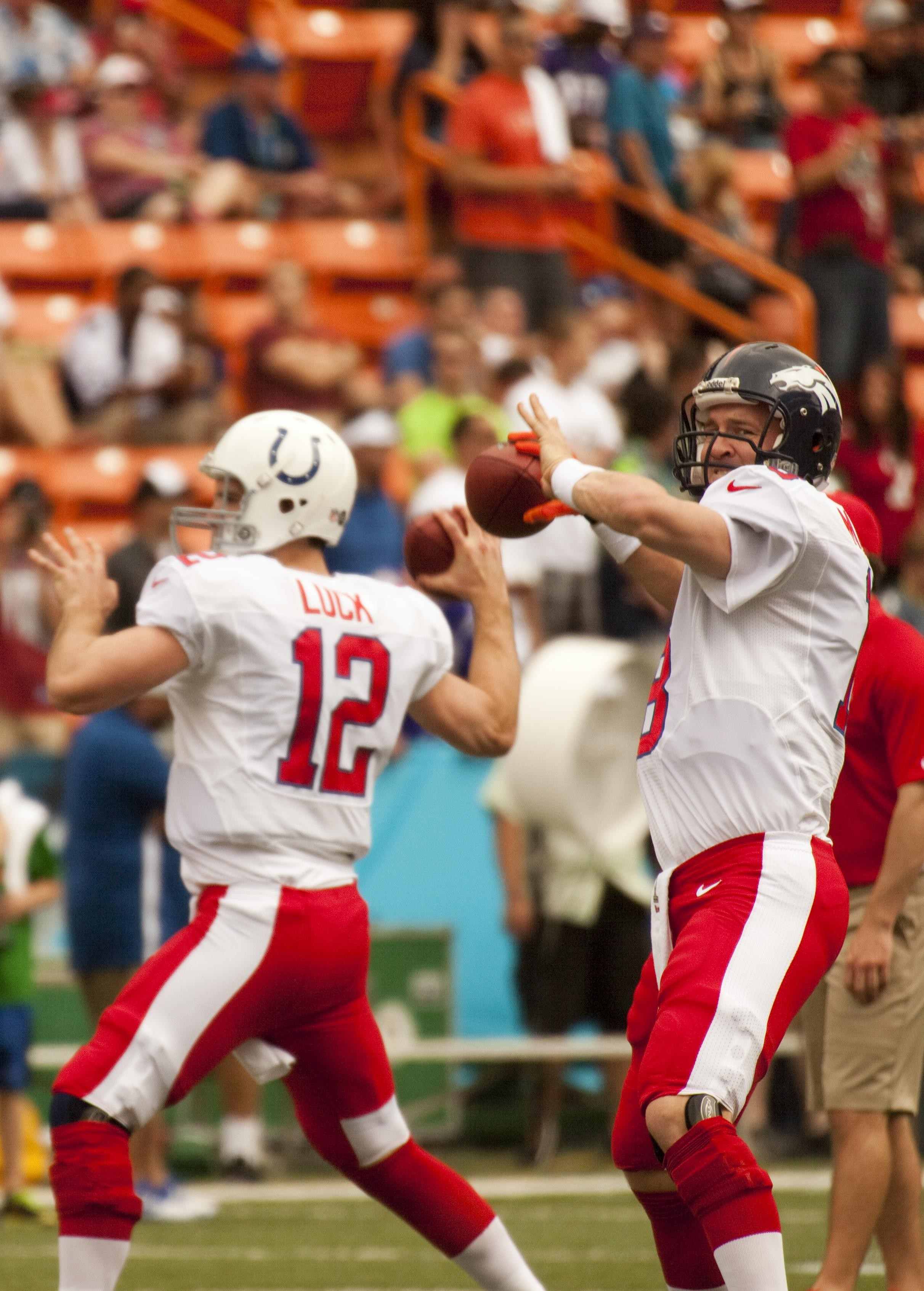
初出場したプロボウルでのラック（左）とマニング（右）

2012年のNFLドラフト全体1位指名でインディアナポリス・コルツに指名されて入団した。コルツでは大学時代のウェストコーストオフェンスと異なりロングパスをより重視するブルース・エリアンスオフェンスコーディネーターのオフェンスを学ぶこととなった。
スタンフォード大学がクォーター制を採用しており、春学期が6月中旬まで続くことから、コルツへの合流は遅れた。
シカゴ・ベアーズとの開幕戦ではドニー・エイブリーへの初TDをあげたが、ティム・ジェニングスに2INTされるなど、3INTを喫して敗れた。第3週のジャクソンビル・ジャガーズ戦では17-22で敗れたものの、パス46回中22回成功、313ヤード、2TDをあげて週間最優秀新人に選ばれた。第6週のニューヨーク・ジェッツ戦ではパス44回中22回成功、280ヤード、2インターセプトで、チームは9-35と敗れた。第7週のクリーブランド・ブラウンズ戦では2TDランをあげて17-13と勝利した。第8週のテネシー・タイタンズ戦ではオーバータイムにヴィック・バラードへの16ヤードのTDパスを決め、第3週、第5週に続き3度目の週間新人MVPに選ばれた。第9週のマイアミ・ドルフィンズ戦で新人記録を塗り替える433ヤードを投げて、白血病との闘病を続けるチャック・パガーノヘッドコーチが観戦に訪れた試合に勝利した。この試合でラックが着ていたジャージはプロフットボール殿堂入りすることが決まった。第10週のジャクソンビル・ジャガーズとの試合を前に、他の多くの選手・コーチらとともにパガーノヘッドコーチのサポートを表明するため、頭を剃り上げた。ニューイングランド・ペイトリオッツ戦では最初2回の攻撃シリーズをそれぞれ80ヤード以上のTDドライブとしたが、その後3インターセプトを喫し、チームは24-59で大敗した。
第16週のカンザスシティ・チーフス戦ではシーズン7度目となる第4Qカムバックで、前年2勝14敗だったコルツは、10勝目をあげてコルツはプレーオフ出場を決めた。最終週のヒューストン・テキサンズ戦でパス28回中14回成功、2TDをあげて勝利、チームは11勝5敗でシーズンを終えた。このシーズン339本のパスを成功させ、ペイトン・マニングの新人記録を更新した。またキャム・ニュートンが前年に作った新人シーズンパス記録4,051ヤードを更新する4,374ヤードを獲得した。
2013年1月4日、ロバート・グリフィン3世、ラッセル・ウィルソン、ダグ・マーティン、アルフレッド・モリスと共に、NFLより新人王候補5人のうちの1人に選ばれた。

### 2013年
2013年、スタンフォード大学時代に指導を受けたペップ・ハミルトンが、コルツのオフェンスコーディネーターに就任した。
開幕週のオークランド・レイダース戦では19ヤードの逆転TDランを決めて21-17で勝利した。第2週のマイアミ・ドルフィンズ戦は敗れたものの、第3週にスタンフォード大学時代の恩師であるジム・ハーボーヘッドコーチの率いるサンフランシスコ・フォーティナイナーズを27-7で破った。第4週のジャクソンビル・ジャガーズ戦では先制点を奪われたものの、37点連取で37-3で勝利した。デビューから20戦で14勝6敗の成績を残したが、これはジョン・エルウェイに並ぶドラフト全体1位指名QBのベスト記録であった。10月6日には開幕から連勝中のシアトル・シーホークスを34-28で破った。第6週のサンディエゴ・チャージャーズ戦ではボール保持時間でチャージャーズの38分31秒に対してコルツは21分29秒と圧倒され、9-19で敗れた。ルーカス・オイル・スタジアムにペイトン・マニングを迎えた第7週には、開幕から6連勝中だったデンバー・ブロンコスを相手にパス38回中21回成功、228ヤード、3TD、ランでも1TDをあげて、39-33で勝利し、ブロンコスのレギュラーシーズン連勝記録を17で止めたが、この試合で189試合連続出場中だったエースレシーバーのレジー・ウェインがACLを断裂し、シーズン絶望となった。バイウィーク明けの第9週のヒューストン・テキサンズ戦ではT・Y・ヒルトンへの3TDパスを決めて、18点差からの逆転勝利を果たし、キャリア10回目の第4Qカムバックを達成した。
第14週にはAFC南地区優勝を果たした。第15週のテキサンズ戦では2TDをあげて、25-3で勝利した。第16週のカンザスシティ・チーフス戦で241ヤードを投げて、最初の2シーズンでのマニングのパス獲得7,874ヤードを破る7,914ヤードまで記録を伸ばした。さらに第17週のジャクソンビル・ジャガーズ戦で、キャム・ニュートンが持っていた最初の2シーズンでのパス獲得ヤードNFL記録7,920ヤードを破る8,196ヤードまで記録を伸ばした。
キャリア初のプレーオフではAFC第5シードのチーフスと対戦した。この試合、コルツは後半開始早々インターセプトから相手にタッチダウンを奪われて、10-38と28点リードを許したが、433ヤード、4TDをあげる活躍を見せ、最後はヒルトンへの64ヤードのTDパスで逆転し、45-44で勝利をおさめた。28点差からの勝利は、NFLのプレーオフ史上2番目の記録であった。翌週のニューイングランド・ペイトリオッツとのディビジョナルプレーオフでは、331ヤード、2TDをあげたものの、4INTを喫し、22-43で敗れた。1月19日に第48回スーパーボウルに出場するラッセル・ウィルソンの代役として2度目のプロボウル出場が決まり、彼はチーム・ディオン・サンダースにスキルポジションの選手として最初にドラフトされた。

### 2014年

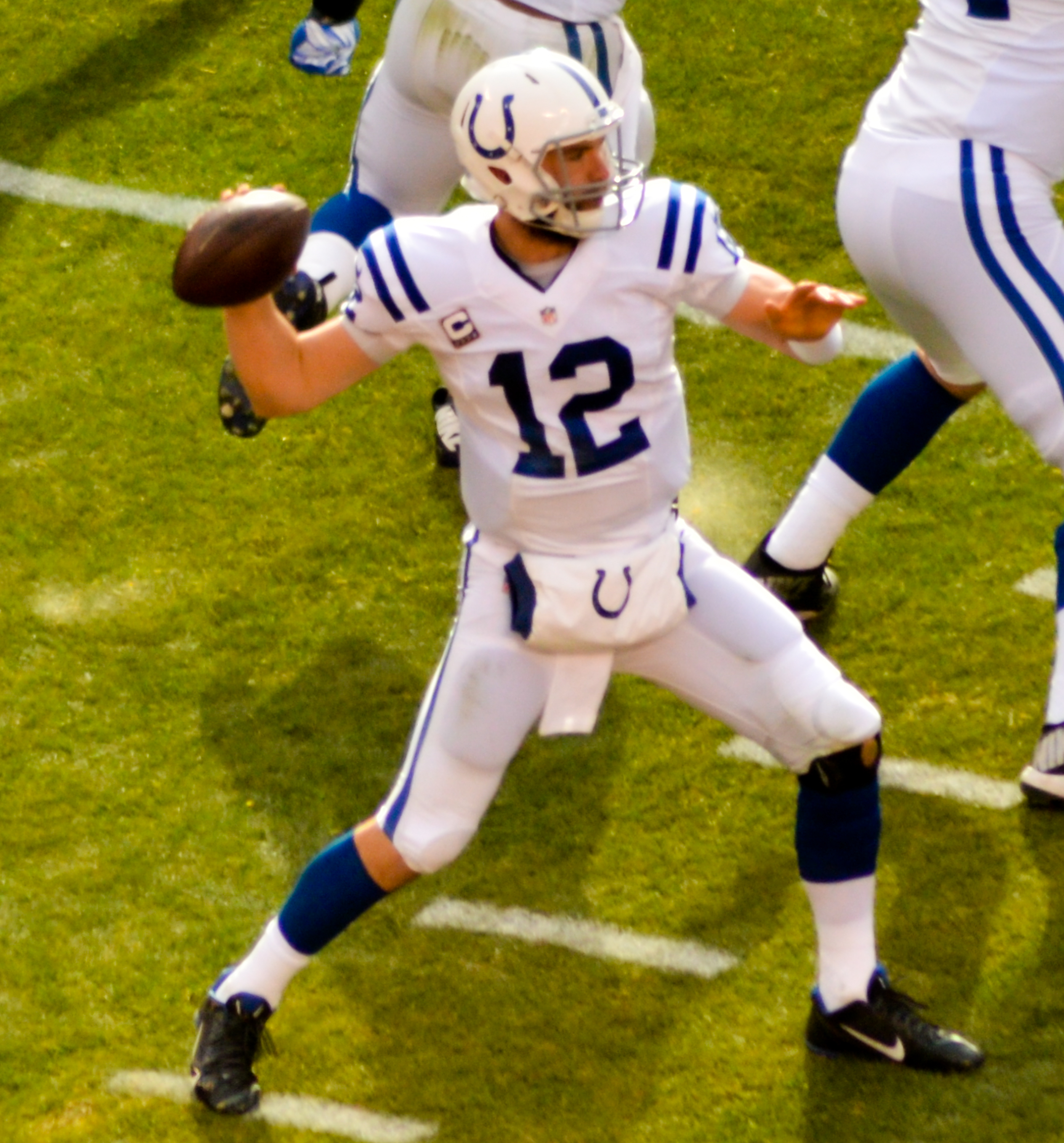
クリーブランド・ブラウンズ戦でパスを投げるラック

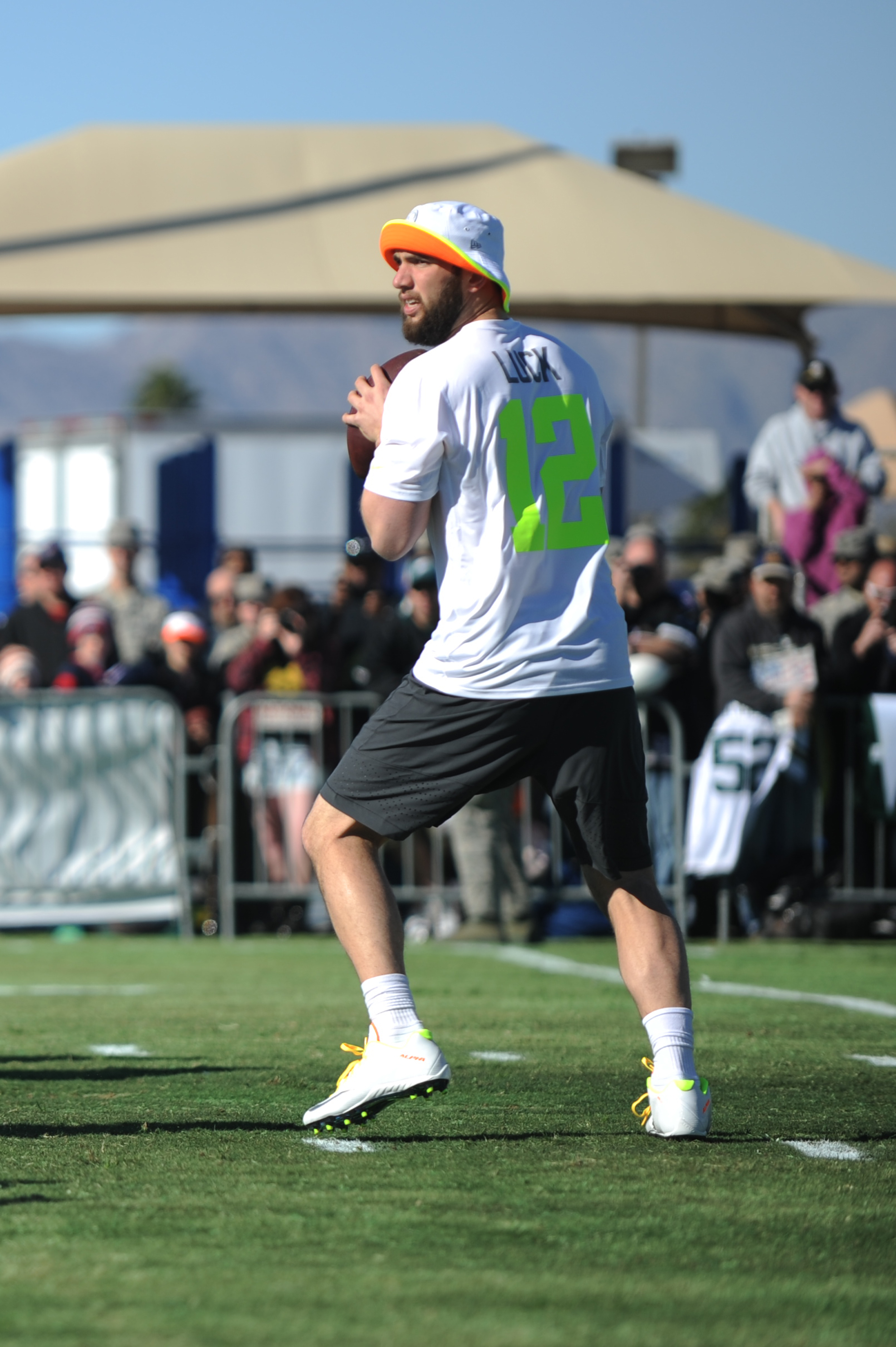
2015年プロボウルの練習でのラック

2014年、開幕週のブロンコス戦ではハーフタイムで7-24とリードされた状況から追い上げたものの、24-31で敗れた。第2週のフィラデルフィア・イーグルス戦で3TDをあげたものの、敗れて開幕から連敗した。この試合で3TDをあげた彼は、コルツのTD記録でジム・ハーボーを抜いて歴代4位となった。
第3週のジャガーズ戦ではパス39回中31回成功、370ヤード、4TDをあげる週間MVPに選ばれる活躍で、44-17と勝利し連敗を2で止めた。第4週、第5週、第6週の試合でもそれぞれ300ヤード以上を投げて勝利した。第6週終了時点で1987ヤード、17TDをあげたが、これはそれぞれNFLトップの成績であった。第7週のシンシナティ・ベンガルズ戦でも300ヤード以上を投げて24-0で勝利し、マニングのチーム記録に並ぶ5試合連続で300ヤード以上のパスを投げた。第9週のニューヨーク・ジャイアンツ戦ではパス46回中25回成功、7試合連続300ヤード超えとなる354ヤード、4TDパスをあげて、自身のシーズンベストとなる26TDパスまで記録を伸ばした。第8週のピッツバーグ・スティーラーズ戦は点の取り合いとなり、パス400ヤード、3TD、2INTでトータルで448ヤード獲得の攻撃を牽引したが、守備陣がベン・ロスリスバーガーに522ヤード、6TDを許すなど崩壊し、34-51で敗れ、連勝が5で止まった。第9週終了時点でシーズンパス獲得3000ヤード以上を達成した史上4人目のQBとなった。第13週のワシントン・レッドスキンズ戦では自己ベストの5TDパスを決めて、49-27で勝利、マニング、ダン・マリーノに次いでプロ入り3年で2度4000ヤード超えを果たした史上3人目のQBとなった。
11月、パス1280ヤード、12TD、QBレイティング112.0の成績で、自身初のAFC攻撃部門月間MVPに選ばれた。
第14週のクリーブランド・ブラウンズ戦では5点リードされた第4Q残り3分46秒から、90ヤードのTDドライブを最後はヒルトンへの1ヤードのTDパスで締めくくり25-24で勝利、マニングが持っていた最初の3シーズンでのパス記録を更新した。第15週のテキサンズ戦で勝利し、地区優勝を果たし3年連続プレーオフ出場を決めた。第16週のダラス・カウボーイズ戦ではパス22回中15回成功、109ヤード、2INTと低調な成績で、第3Q途中にベンチに下がった。第17週にはマニングが持っていたコルツのシーズンパス獲得ヤード記録を更新した。彼は1シーズンに40TD以上をあげたNFL史上8人目のQBとなった。
ベンガルズとのワイルドカードプレーオフでは、パス44回中31回成功、376ヤード、1TDで26-10と勝利した。翌週のブロンコスとのディビジョナルプレーオフでは、パス43回中27回成功、265ヤード、2TD、2INTで24-13と勝利した。ペイトリオッツとのAFCチャンピオンシップゲームではパス33回中12回成功、126ヤード、0TD、2INTに終わり7-45と惨敗した。
3年連続の出場となったプロボウルではチーム・クリス・カーターの先発QBを務め、パス10回中9回成功、119ヤード、2TDの成績を残した。

### 2017年
怪我のため出場しなかった。

### 2018年
レギュラーシーズン全試合に出場して4年ぶりのプレーオフに進出し、カムバック賞を受賞した。

### 2019年
日本時間8月25日、度重なるけがを理由として引退した。

## NFL記録
- 新人QBの1試合パス獲得ヤード 433（2012年11月4日のマイアミ・ドルフィンズ戦）[60]
- 新人QBのシーズンパス獲得ヤード 4,374[61]
- 新人QBの第4Qカムバック 7回[60]
- 最初の2シーズンでのパス獲得ヤード 8,196[62]
- 最初の3シーズンでのパス獲得ヤード 12,957[63]
- プレーオフキャリア5試合でのパス獲得ヤード 1,703[64]
- ロードでの350ヤード以上のパス獲得連続試合数 5[45]
- プレーオフでのパス獲得ヤード歴代5位（2014年1月4日のカンザスシティ・チーフス戦）[65]
- シーズン最初の9試合でのパス3000ヤード以上達成（ペイトン・マニング、ドリュー・ブリーズ（2回）に続く歴代3人目の記録達成）[66]

## 家族
アンドリューの父オリバー・ラックも元NFLの選手であり、ヒューストン・オイラーズ(現テネシー・タイタンズ)に在籍していた。当時オイラーズの先発QBはアーチー・マニングであり、息子のペイトンともよく食事をしたと語っている。NFLではそれほど活躍はできず4年で引退。その後NFLヨーロッパ会長を務め、メジャーリーグサッカー・ヒューストン・ダイナモの社長兼GMに就任し、2006年、2007年とチームを優勝に導く。現在は母校のウェストバージニア大学でアスレティック・ディレクターとして活動している。